# Cerro Santana (Porto Alegre)
El cerro Santana (en portugués Morro Santana) es el punto más alto del municipio brasileño de Porto Alegre, con una altitud de 311 m s. n. m. Está formado por rocas graníticas y ocupa un área de aproximadamente mil hectáreas, de las cuales más de la mitad pertenecen a la Universidad Federal de Río Grande del Sur (UFRGS). El cerro tiene una importancia histórica por haber albergado, en 1740, un puesto centinela que era propiedad de Jerônimo de Ornelas, el fundador de la ciudad de Porto Alegre.
Localizado en un área bastante urbanizada, está rodeado por grandes avenidas como la Avenida Bento Gonçalves, la Av. Protásio Alves y la Av. Antônio de Carvalho, ocasionando problemas de ocupación irregular e inseguridad. Representa uno de los últimos espacios naturales de la ciudad, donde coexisten armónicamente campos, lagos, cascadas, charcos, esteros y arroyos.
Es la unidad geomorfológica local con mayor cobertura vegetal nativa, con casi dos tercios ocupados por Mata Atlántica y poco más de un tercio por pampas, denominadas también en Brasil como campos sulinos. La riqueza y la diversidad de especies vegetales de la zona de campos son bastante amplias, habiendo sido estimadas alrededor de 400 especies.
La fauna nativa del morro presenta importantes especies locales y regionales y una gran diversidad de animales. El total de registros para todo el morro es de más de cien especies, siendo más del 10% de estas especies aves migratorias, que llegan al morro en primavera y permanecen hasta el verano. A su vez, fueron registradas 14 especies nativas de mamíferos.